# Большой Гок (посёлок)
Большой Гок (калм. Ик Һо) — посёлок в Городовиковском районе Калмыкии, в составе Лазаревского сельского муниципального образования. Расположен на реке Большой Гок, в 18 км к югу от города Городовиковск.
Население — 175 чел. (2012).
Основан в 1924 году.

## Название
Название посёлка происходит от названия реки, на правом берегу которой располагается поселение. Название речки Большой Гок, в свою очередь, происходит от слова «го» (калм. һо), что означает прямая, то есть речка без больших поворотов и зигзагов. Южнее Гок имеет своего младшего собрата, а поэтому к его названию часто добавляют определение «большой».

## История
Посёлок основан в 1924 году в связи с переселением в Большедербетовский улус терских калмыков. Место для посёлка было выбрано в 1924 году Поволжской колонизационно-мелиоративной экспедицией Наркомзема, который пришёл к выводу, что почвы здесь пригодны к земледелию послужат неплохой основой для перехода кочевых и полукочевых хозяйств к более стабильным формам их развития.
Позднее здесь было создано 3 отделение совхоза «Комсомолец».
28 декабря 1943 года калмыцкое население было депортировано. Посёлок, как и другие населённые пункты Западного района, был передан Ростовской области.
Калмыцкое население стало возвращаться после отмены ограничений по передвижению в 1956 году. Посёлок возвращён вновь образованной Калмыцкой автономной области в 1957 году.

## Физико-географическая характеристика
Посёлок расположен на юге Городовиковского района в пределах Ставропольской возвышенности, на правом берегу реки Большой Гок. Чуть ниже посёлка река запружена. Рельеф местности равнинный. Средняя высота над уровнем моря — 83 м.
По автомобильной дороге расстояние до столицы Калмыкии города Элиста составляет 250 км, до районного центра города Городовиковск — 18 км (до центра города), до административного центра сельского поселения посёлка Лазаревский — 17 км. Ближайший населённый пункт, хутор Пролетарский Красногвардейского района Ставропольского края, расположен на противоположном берегу реки Большой Гок.
Согласно классификации климатов Кёппена-Гейгера посёлок находится в зоне континентального климата с относительно холодной зимой и жарким летом (индекс Dfa). В окрестностях посёлка чернозёмы маломощные малогумусные и темнокаштановые почвы различного гранулометрического состава.
В посёлке, как и на всей территории Калмыкии, действует московское время.

## Население
| 2002 | 2010 | 2012 |
| ---- | ---- | ---- |
| 170  | ↗182 | ↘175 |

## Социальная сфера
Действует Большегоковская начальная школа — филиал Кировской средней общеобразовательной школы, расположенной в посёлке Лазаревский.